# Glossonotus acuminata
Glossonotus acuminata är en insektsart som beskrevs av Fabricius. Glossonotus acuminata ingår i släktet Glossonotus och familjen hornstritar. Inga underarter finns listade i Catalogue of Life.